# Långa tjärnarna
Långa tjärnarna (den norra) är en sjö i Lindesbergs kommun i Västmanland och ingår i Norrströms huvudavrinningsområde.